# Mort subite (médecine)
Pour les articles homonymes, voir mort subite.
La mort subite (inopinée) (ou MSI) est définie comme un décès imprévisible dans les 24 heures qui la précèdent. Elle peut se définir comme étant une mort naturelle survenant de façon inattendue. Elle est, dans ce cas, le premier et dernier symptôme de la maladie sous-jacente. Parfois, elle reste inexpliquée.

## Épidémiologie
La mort subite est responsable de près de 400 000 morts annuelles aux États-Unis.
En France, on en dénombre 40 000 cas par an uniquement pour la mort subite cardiaque.
La mort subite du sujet jeune et sportif aux États-Unis concerne un athlète tous les quatre jours.
La fréquence des morts subites cardiaques augmente avec l'âge et est moindre chez les femmes. Aux États-Unis, elle est plus fréquente chez les Afro-Américains.

## Causes
La survenue de morts subites est principalement secondaire à une cardiopathie coronarienne responsable de troubles du rythme ventriculaire. La maladie coronarienne est responsable d'environ trois-quarts des morts subites cardiaque. L'embolie pulmonaire et les accidents vasculaires cérébraux en sont également des étiologies fréquemment retrouvées. En l'absence d'atteinte cardiaque évidente, un peu moins de la moitié des arrêts cardiaques récupérés de l'adulte ne reçoivent pas d'explication satisfaisante malgré des investigations poussées.

### Chez le sujet jeune
La survenue d'une mort brutale chez un sujet jeune est relativement rare. À titre d'exemple, entre 1980 et 2003, 2 220 autopsies ont été faites par l'institut médicolégal de Lyon pour des morts par MSI (tel que défini par l'OMS), tous âges confondus. Pour 57 morts de personnes saines de 6-18 ans, on a constaté une forte prédominance masculine (47 garçons pour 10 filles) et le plus souvent l'anatomopathologie a conclu à une cause cardiaque (cardiomyopathie hypertrophique et la dysplasie arythmogène du ventricule droit). Un prolapsus valvulaire mitral était fréquent, très souvent alors associé à d'autres anomalies. Une part significative de ces morts (24 sur 57) est survenue lors d'une activité physique. Dans une autre série américaine, une anomalie cardiaque est retrouvée dans la moitié des cas, avec comme première cause, une anomalie de naissance de la coronaire gauche.
Surtout si la MSI survient au cours d'un effort, elle doit faire penser aux pathologies cardiovasculaires suivantes :
- les cardiomyopathies :
  - la cardiomyopathie hypertrophique,
  - la dysplasie arythmogène du ventricule droit,
  - la cardiomyopathie dilatée ;

- pathologies coronariennes (anomalie congénitale de l’origine et/ou du trajet des artères coronaires le plus souvent);
- les valvulopathies (rétrécissement aortique et prolapsus de la valve mitrale principalement) ;
- les myocardites ;
- les canalopathies :
  - le syndrome du QT long,
  - le syndrome du QT court,
  - le syndrome de Brugada ;
- les troubles de conduction :
  - les blocs de branche,
  - les blocs atrio-ventriculaires,
  - les syndromes de pré-excitations ventriculaires dont la plus fréquente est le syndrome de Wolff-Parkinson-White ;
- Les dissections aortiques (souvent dans le cadre d’une maladie de Marfan).

L'activité physique ne semble pas jouer un rôle systématique ni déterminant dans la MSI.
La commotio cordis, expression latine signifiant « choc sur le cœur », est un cas particulier. Elle consiste en une mort subite dans les suites immédiates d'un choc à la poitrine provoquant une fibrillation ventriculaire, et ce en l'absence d'anomalie structurale du cœur avant le traumatisme.

## Prévention
La prévention de la mort subite a fait l'objet de la publication de recommandations. Celles de l'European Society of Cardiology ont été mises à jour en 2022. Elle repose sur l'identification des sujets à risque chez qui doit être discutée l'indication de la pose d'un défibrillateur automatique implantable en plus du traitement spécifique de la maladie causale.
Cette stratification du risque est cependant imparfaite puisque la majeure partie des accidents surviennent chez des patients qualifiés d'« à faible risque », car, de loin, les plus nombreux.
Le risque dépend essentiellement de l'évaluation de la fraction d'éjection, index de la fonction mécanique du ventricule gauche. Le seuil est situé entre 30 et 35 % suivant les études,. Dans les cas limites, la présence de potentiels tardifs sur l'électrocardiogramme à haute amplification, ainsi que celles de salves de tachycardie ventriculaire non soutenue sur le holter (électrocardiogramme de 24 h) sont des facteurs de risque de mort subite rythmique.
En cas de cardiomyopathie hypertrophique, maladie comportant un épaississement important du muscle cardiaque avec désorganisation structurelle des fibres musculaires, le risque de mort subite semble augmenté pour des degrés d'hypertrophie importante, et surtout, s'il existe des antécédents de syncope chez le sujet ou de morts subites dans la famille de ce dernier. La corrélation entre degré d'obstruction et risque de mort subite reste discutée. La présence d'accès de tachycardie ventriculaire non soutenue sur l'enregistrement électrocardiographique de 24 h (holter) est un critère péjoratif.

### Chez le sujet jeune
Une évaluation médicale du jeune sportif, comprenant un interrogatoire, un examen clinique et un électrocardiogramme pourrait diminuer le risque de mort subite, de même que certaines mesures préventives (ex : éducation des intervenants, et accès rapide à un dispositif de réanimation cardiaque).
Il a été publié plusieurs recommandations sur la prévention de ces accidents, tant en Europe qu'aux États-Unis. Les deux publications différent cependant sur plusieurs points, l'un des plus importants étant celui attribué au rôle de l'électrocardiogramme dans le dépistage des sujets à risque : ce dernier examen est fortement recommandé en Europe mais l'est beaucoup moins aux États-Unis. Si l'intérêt de l'électrocardiogramme n'est plus à démontrer, plusieurs freins à sa réalisation systématique subsistent.